# Stad i ljus (sång)
Stad i ljus är en balladlåt skriven av Py Bäckman. Tommy Körberg sjöng den då han vann Melodifestivalen 1988 och därefter kom på tolfte plats som representant för Sverige i Eurovision Song Contest 1988.

## Historik

### Bakgrund
Låten skrevs till Jan Malmsjö, men han tackade nej eftersom Melodifestivalen kolliderade med hans krogshow på Hamburger Börs i Stockholm, som han inte kunde få ledigt från. Tommy Körberg var dock ledig då han hade fått avslag av det amerikanska skådespelarfacket på att sjunga huvudrollen i Björn Ulvaeus, Benny Anderssons och Tim Rices musikal Chess på Broadway. Körberg lyssnade på melodin några gånger i en bilstereo och bestämde sig sedan för att ställa upp.
Melodin gick rakt in på Svensktoppens förstaplats den 17 april 1988, och låg sedan på listan i nio veckor, de åtta första på förstaplatsen innan låten avslutade med en andraplats den 12 juni samma år. Den utkom även på singel 1988, och placerade sig som högst på åttonde plats på den svenska singellistan.

### ESC 1988
Låten deltog som Sveriges bidrag vid Eurovision Song Contest 1988, med Anders Berglund som dirigent. Med sig på scenen hade Tommy Körberg Urban Agnas, som spelade piccolatrumpet. Körberg blev sjuk före tävlingen och kunde inte deltaga på alla repetitioner. Det var ett tag frågan om låtskrivaren Py Bäckman själv skulle framföra låten, vilket dock enbart skedde på generalrepetitionen. 
Sverige var en av favoriterna före tävlingen och själva framträdandet gick bra, men de höga poängen från jurygrupperna uteblev. Sverige fick 12 poäng från Norge men totalt bara 52 poäng, vilket innebar att låten hamnade på plats 12  tillsammans med Italien.

### Andra versioner, inspelningar och publiceringar
Dan Hylander skrev texten till den engelska versionen Unchained Light. Även den sjöngs av Tommy Körberg och fanns på B-sidan på singeln som utkom 1988.
En inspelning av Py Bäckman själv låg på hennes album Sånger från jorden till himmelen 2008.
1989 gav Gunnar Bunker ut sin version av sången på sitt självbetitlade musikalbum.
Sångerskan Sofia Källgren har spelat in låten med annan text, då kallad Sprid ditt ljus, på ett julsamlingsalbumet "100% jul: Vol. 2" från 1996.
I samband med svenska Melodifestivalen 2010 tolkade Timo Räisänen låten.
"Stad i ljus" ingår i psalmbokstillägget Psalmer i 2000-talet, som togs i bruk den 14 maj 2006. Musikarrangemanget i Psalmer i 2000-talets koralbok är gjort av Michael Winterquist. Den finns i två versioner. Sången har också spelats under begravningar i Sverige.
I januari 2023 spelades världsmästerskapet i handboll för herrar i Polen och Sverige. Då spelades sången inför Sveriges matcher, med allsång, och beskrevs som Sveriges inofficiella nationalsång.

## Dansgolvsstängning
Det har skapats en tradition att spela "Stad i ljus" inför stängning på pubar, krogar och dansgolv. Ljuset tänds och låten spelas och nattklubbspubliken sjunger med när lokalen stänger. När studentfesterna avslutas på Linköpings Universitet och Umeå Universitet står deltagarna arm i arm i en ring runt dansgolvet och sjunger allsång till låten. Traditionen påstås ha börjat på Malmö nation vid Lunds Universitet, efter att journalisten Olof Lundh lurat en DJ om att den vunnit Eurovision Song Contest 1988. Det spred sig till andra lärosäten, och därifrån till nöjeslivet utanför universitetsvärlden.

## Listplaceringar
| Lista (1988) | Topplacering |
| ------------ | ------------ |
| Sverige      | 8            |

## Publicerad som
- Nr 830 i Psalmer i 2000-talet under rubriken "Människosyn, människan i Guds hand".